# Iglesia de San Félix (Oles)
La Iglesia de San Félix, conocida también como Iglesia vieya o de abajo, es un templo románico situado en la parroquia de Oles, en el concejo de Villaviciosa. 

## Historia
Fue construida en el siglo XIII, aunque el primer documento el que aparece citada data de 1385.

## Descripción
Realizada en un tosco románico rural, consta de una nave rectangular rematada en cabecera cuadrada, uniendo ambos espacios un gran arco triunfal ligeramente apuntado. La nave se cubre con techumbre de madera a dos aguas, recientemente restaurada, al igual que todo el conjunto.
Presenta dos puertas de acceso muy similares, orientadas una al sur y la otra al oeste, con arco ligeramente apuntado con guardapolvo liso apoyado sobre capiteles con tosca decoración a base de perlas y hojas en forma de punta de lanza.
El pórtico, la espadaña y las dos sacristías son añadidos posteriores. Tras la iglesia se encuentra el cementerio parroquial.
|                            |
| Acceso principal al templo |

|                             |
| Acceso secundario al templo |

|                        |
| Espadaña de la iglesia |

|                       |
| Pórtico de la iglesia |